# نردبان یعقوب فان‌برونت
نردبان یعقوب فان‌برونت(نام علمی: Polemonium vanbruntiae) نام یک گونه از تیره گل‌آتشیان است.